# Кольянтес, Мануэль
Мануэль Кольянтес (исп. Manuel Collantes; 1917, Танауан, Батангас, Филиппины — 28 мая 2009, Макати, Столичный регион, Филиппины) — филиппинский политик и дипломат, и. о. министра иностранных дел Филиппин (1984).

## Биография
В 1940 г. окончил юридический факультет Университета Far Eastern University.
Работал адвокатом, преподавал дипломатию и международное право в родном университете.
С 1949 г. на дипломатической работе. Работал в зарубежных представительствах, помощником заместителя министра иностранных дел, статс-секретарем МИДа, заместителем министра иностранных дел.
В 1984 г. — и. о. министра иностранных дел Филиппин.
В 1984 г. избран депутатом представительного органа провинции Батангас. До своей смерти являлся
директором Объединенной Целлюлозно-бумажной Компании (United Pulp and Paper Company, Inc.).